# Etlastenasellus mixtecus
Etlastenasellus mixtecus là một loài chân đều trong họ Stenasellidae. Loài này được Argano miêu tả khoa học năm 1977.